# 今夜もオトパラ!
『今夜もオトパラ!』（こんやもオトパラ!）は、ニッポン放送にて2014年から2017年の平日夕方のナイターオフに放送されていた情報バラエティ番組。このページでは、2014年の日曜のナイターオフに放送されていたスピンオフ番組の『ニッポン放送 スーパープッシュ 日曜もオトパラ』（ニッポンほうそう スーパープッシュ にちようもオトパラ）についても触れる。

## 番組概要

### 平日版
ニッポン放送は、平日夕方のナイターオフ番組枠にて過去2年の2012、13年度は独自番組を編成せず、夕方は『ニッポン放送ショウアップナイター』の派生番組である『ショウアップスポーツ』を編成し、18:00以降の全国枠のみ別番組を編成して来た。
2014年のナイターオフから夕方枠と夜枠を合併し、当該番組をスタートさせた。パーソナリティは平日の月曜から木曜は同局スポーツ部アナウンサーの松本が担当し、年度によってパートナーとなるアナウンサーの入替りがあったが、最終年度迄通して担当し、金曜は様々な職種のパーソナリティが年度毎で担当した。
番組タイトルは、番組開始前の企画段階では『今日もお疲れさん!』で、過去編成された「ヨッ!お疲れさん」シリーズの続編を臭わしていたが、正式番組タイトルは『今夜もオトパラ!』とネーミングされた。
番組タイトルは、2014年秋改編コンセプトである「大人(オトナ)パラダイス」に合わせ、「「オト」ナ（大人）」の「オト（音）」の「「オト」コ（男）」のパラダイスの意味を加味した、「オトナによるオトナのための番組」の意味を込めたとしている。番組放送中は、Twitterのツイートを募っており、ハッシュタグは「#オトパラ」で募っていた。また、2016年度までは男性2人によるコンビであったことや上柳昌彦がメインパーソナリティの一人であったことからかつて放送された『テリーとうえちゃんのってけラジオ』のお決まりフレーズでもあった「男2人でやってます」を復活させていた。
2017年度からは、19時、20時台は『オールナイトニッポンPremium』が編成されることとなり、放送時間が縮減され、関東ローカルの番組としてリニューアルした。しかし、2018年度は『オールナイトニッポンPremium』の時間尺拡大に伴い、ナイターオフ期のショウアップナイター関連の独自番組は編成されず、スポーツ関連情報は前時間に放送されている『草野満代 夕暮れWONDER4』のスポーツコーナーに統合され、松本がパートナーとして合流して番組進行を行う事が秋改編に切り替わった2018年10月1日放送分に発表され、金曜は、荘口がそのまま『大橋未歩 金曜ブラボー』のパートナーとして起用され、大橋が出演しない17:30以降にスポーツ関連情報を扱うコーナーを担当する事となり、当該シリーズ番組は編成されず終了となった。

### 休日版
2014年の週末のナイターオフ枠にて、前述にある秋の改編コンセプトに合わせ、「オト（音）」をテーマに、大人の音楽番組として編成。パーソナリティはラブソング専門のインターネットラジオ局であるSuono Dolceにて、レギュラー番組を担当していた新保が担当。毎週、プッシュする次に来るアーティストとテーマに合わせた聞いて欲しい楽曲を流す。2015年の同社の催事である「ニッポン放送 うまいもん祭り」にて公開収録を催し、収録分を最終回とし、同年3月22日放送分にて番組は終了となった。

## 出演者

### 現在

#### パーソナリティ
月 - 木曜
- 松本秀夫（当時：ニッポン放送アナウンサー） - 2014 -17年度

金曜
- 荘口彰久（フリーアナウンサー、元ニッポン放送アナウンサー） - 2015、17年度[13]

### 過去

#### パーソナリティ
月 - 木曜
- 上柳昌彦（当時：ニッポン放送アナウンサー） - 2014、15年度
- 渡辺一宏（フリーアナウンサー、ニッポン放送報道部契約アナウンサー兼ニュースデスク） - 2016年度

金曜
- 六角精児（俳優） - 2014年度
- 八嶋智人[14]（俳優） - 2015年度
- 里崎智也（ショウアップナイター解説者） - 2016年度
- 吉田尚記（ニッポン放送アナウンサー） - 2016年度

#### アシスタント
- 煙山光紀（ニッポン放送アナウンサー） - 2014年度

#### リポーター
実況!オトナのパラダイス
- 洗川雄司（ニッポン放送アナウンサー） - 2014年度 - 2016年度

あそこに行ったらこんなお店
- 姫野れみ（タレント、モデル） - 2016年度
- 井出有香（タレント）※姫野の代理

#### コーナーレギュラー

##### 日刊 オトナの達人
- 月曜：松江哲明（ドキュメンタリー映画監督） - 2014、15年度
- 火曜：岡崎武志（古本ライター、書評家） - 2014、15年度
- 水曜：吉田豪（プロインタビュワー） - 2014年度
- 水曜：マッキ―牧元（タベアルキスト） - 2015年度
- 木曜：能町みね子（コラムニスト） - 2014、15年度

##### 狙え万馬券 今週の注目馬ショウアップ
- 清水久嗣（フリーアナウンサー、ニッポン放送スポーツ部契約アナウンサー） - 2014、15、16、17年度、2016年10月14日、2017年1月6日、3月10日（※里崎、吉田双方の代理）

##### コトブキツカサのシネパラ
- コトブキツカサ（映画評論家） - 2016年度

##### 菊地由美の映画のオススメ
- 菊地由美（タレント） - 2017年度

##### これホント!?オトナの科学ラボ
- 坂本梨紗（フリーアナウンサー） - 2018年1月 - 3月

## 放送時間
※JST表記

### 放送終了時点
- 平日 17:30 - 19:00 - 2017年10月2日 - 2018年3月29日

### 過去
平日 17:30 - 20:50 - 2014年9月29日 - 2015年3月26日、2015年9月28日 - 2016年3月24日、2016年9月26日 - 2017年3月24日

### 放送時間変更
主に、『ショウアップナイター』の派生中継である「クライマックスシリーズ」、「日本シリーズ」、「ドラフト会議」、「ワールドベースボールクラッシック」中継での編成変更
また、聴取率調査週間の時間編成で、21:50まで時間尺を拡大して編成するケースが存在した

### 特別番組
- 帰ってきた、今夜もオトパラ![23]
2015年6月14日（18:00 - 21:40）

スペシャルウィーク特別番組として編成。日替わりコメンテーターである能町、吉田、岡崎、松江と、この番組でブームとなり、6月にメジャーデビューをする町あかりが出演
- ニッポン放送ショウアップナイタースペシャル 八嶋智人 今夜もオトパラ!準備号
2015年9月12日

当日のプロ野球が全試合デーゲームであるため、『ニッポン放送ショウアップナイター』のレインコート番組として、2015年度金曜版のパイロット特番を放送
- ニッポン放送新春オトパラ!スペシャル 今夜もオトパラ!開運!ニッポンの初日の出[24]
2017年1月1日（5:00 - 8:00）

ニッポン放送 新春特番としてを松本、渡辺の両名で編成、ゲストは『三宅裕司のサンデーヒットパラダイス』パーソナリティの三宅裕司
- 今夜もオトパラ! 2020
2020年4月11日（19:30 - 21:10）

新型コロナウイルスによる社会・経済的影響により2020年 日本プロ野球のペナントレース開幕が延期となったため、レギュラー放送終了から3年振りにSpedial Box枠にて復活特番として2014年度のコンビだった上柳、松本の両名で編成

### ネット局
2016年度迄。それぞれ放送時間の早い順から記載
| 放送対象地域   | 放送局                 | 放送期間                  | 備考      |
| -------------- | ---------------------- | ------------------------- | --------- |
| 関東広域圏     | ニッポン放送           | 平日 17:30 - 20:50        | 制作局    |
| 山形県         | 山形放送               | 平日 19:00 - 20:50        |           |
| 富山県         | 北日本放送             | 平日 19:00 - 20:50        |           |
| 福井県         | 福井放送               | 平日 19:00 - 20:50        | [ 注 7 ]  |
| 青森県         | 青森放送               | 平日 19:00 - 20:00        |           |
| 茨城県         | 茨城放送               | 平日 19:00 - 20:00        | [ 注 8 ]  |
| 新潟県         | 新潟放送               | 平日 19:00 - 20:00        |           |
| 福井県         | 福井放送               | 平日 19:00 - 20:00        |           |
| 長野県         | 信越放送               | 平日 19:00 - 20:00        |           |
| 山梨県         | 山梨放送               | 平日 19:00 - 20:00        |           |
| 中京広域圏     | 東海ラジオ             | 平日 19:00 - 20:00        |           |
| 島根県・鳥取県 | 山陰放送               | 平日 19:00 - 20:00        |           |
| 高知県         | 高知放送               | 平日 19:00 - 20:00        |           |
| 大分県         | 大分放送               | 平日 19:00 - 20:00        |           |
| 沖縄県         | ラジオ沖縄             | 平日 19:00 - 20:00        |           |
| 京都府 滋賀県  | KBS京都 KBS滋賀        | 平日 19:00 - 19:30        |           |
| 栃木県         | 栃木放送               | 火曜 - 金曜 19:00 - 20:50 |           |
| 和歌山県       | 和歌山放送             | 火曜 - 金曜 19:00 - 20:50 |           |
| 徳島県         | 四国放送               | 火曜 - 金曜 19:00 - 20:50 |           |
| 香川県         | 西日本放送             | 火曜 - 金曜 19:00 - 20:50 | [ 注 9 ]  |
| 岩手県         | IBC岩手放送            | 火曜 - 金曜 19:00 - 20:00 |           |
| 秋田県         | 秋田放送               | 火曜 - 金曜 19:00 - 20:00 |           |
| 福島県         | ラジオ福島             | 火曜 - 金曜 19:00 - 20:00 | [ 注 10 ] |
| 静岡県         | 静岡放送               | 火曜 - 金曜 19:00 - 20:00 |           |
| 石川県         | 北陸放送               | 火曜 - 金曜 19:00 - 20:00 | [ 注 11 ] |
| 岡山県         | 山陽放送               | 火曜 - 金曜 19:00 - 20:00 | [ 注 9 ]  |
| 山口県         | 山口放送               | 火曜 - 金曜 19:00 - 20:00 |           |
| 愛媛県         | 南海放送               | 火曜 - 金曜 19:00 - 20:00 |           |
| 長崎県 佐賀県  | 長崎放送 NBCラジオ佐賀 | 火曜 - 金曜 19:00 - 20:00 |           |
| 熊本県         | 熊本放送               | 火曜 - 金曜 19:00 - 20:00 |           |
| 宮崎県         | 宮崎放送               | 火曜 - 金曜 19:00 - 20:00 |           |
| 鹿児島県       | 南日本放送             | 火曜 - 金曜 19:00 - 20:00 |           |
| 宮城県         | 東北放送               | 木、金曜 19:00 - 20:00    |           |
| 広島県         | 中国放送               | 金曜 19:00 - 20:00        | [ 注 11 ] |

### フロート番組

#### オトナのライフプラン
2014年11月4日 - 11月14日の火曜 - 金曜 19:20 - 19:30に放送され、以下放送局でも時差ネット
| 放送対象地域 | 放送局    | 放送期間                                      | 備考 |
| ------------ | --------- | --------------------------------------------- | --- |
| 宮城県       | 東北放送  | 火、水曜 19:35 - 19:45 木、金曜 19:20 - 19:30 | 木曜・金曜は同時ネット |
| 福岡県       | KBCラジオ | 19:45 - 19:55                                 | いづれも下記の番組の内包扱い 『中島プロデュース』（火曜） 『ほねぶと』（水曜） 『居酒屋 清子』（木曜） 『スマラジM』（金曜） |
| 北海道       | STVラジオ | 19:50 - 20:00                                 | |
| 関西広域圏   | MBSラジオ | 19:50 - 20:00                                 | |

#### 教えて社労士さん
2015年12月4日 - 2016年2月12日の金曜のみの内包番組
| 放送対象地域 | 放送局       | 放送期間           | 備考      |
| ------------ | ------------ | ------------------ | --------- |
| 北海道       | STVラジオ    | 金曜 19:00 - 19:10 | [ 注 12 ] |
| 福岡県       | 九州朝日放送 | 金曜 19:40 - 19:50 | [ 注 12 ] |
| 関西広域圏   | MBSラジオ    | 金曜 19:45 - 19:55 | [ 注 13 ] |

## タイムテーブル

### 放送終了時点
| タイムテーブル | タイムテーブル                                                        | タイムテーブル |
| 時刻           | 内容                                                                  | 備考 |
| -------------- | --------------------------------------------------------------------- | --- |
| 17:30.00       | オープニング                                                          | OPトーク並びに日替わりテーマメッセージ及びツイート募集告知 |
| 17:40.00       | スポーツニュース ショウアップ                                         | ニッポン放送スポーツ部アナウンサー日替わりでがニュースリーダーを務める |
| 17:45.00       | ラジオリビング                                                        | |
| 17:48.30       | オトナのパラダイス                                                    | 2016年度からの継続コーナーであるが、テーマ毎にコーナー担当及びその当事者と 電話を繋ぎ進行する 月曜：釣りポカ日誌 火曜：女将さ～ん、出番ですよ！ 水曜：菊地由美の映画のオススメ 木曜：こちら、サンスポ編集局 金曜：これホント!?オトナの科学ラボ |
| 17:56.30       | 5-56天気予報                                                          | 『ショウアップナイター』を通しての継続コーナー |
| 17:57.30       | ニッポン放送交通情報（警視庁）                                        | |
| 18:00.00       | 6時の音楽パラダイス                                                   | リクエスト楽曲を流すコーナー |
| 18:18.00       | 日替わりコーナー 水曜：私の正論 金曜：BSフジ ウィークエンドプレビュー | 日替わりコーナー及びナイターオフ期の内包番組ゾーン BSフジ ウィークエンドプレビュー：BSフジの週末放送予定のイチオシ 番組を2番組程度紹介する |
| 18:31.00       | ラジオリビング                                                        | 17時台にて紹介した商品のリピート枠 |
| 18:32.30       | ニッポン放送交通情報（警視庁）                                        | |
| 18:35.00       | 小島奈津子のおかえりなさい                                            | ナイターオフ期の内包番組 |
| 18:41.00       | 実況！オトナのパラダイス                                              | |
| 18:50.00       | 菊正宗 ほろよいイブニングトーク                                       | ナイターオフ期の内包番組 |
| 18:54.00       | ニッポン放送交通情報（警視庁）                                        | |
| 18:56.00       | エンディング                                                          | スポンサープレゼント当選者発表とリスナーメッセージの補填枠 |

### 終了コーナー
- 日本一の現場（月 - 木曜） - 2014、15年度

各現場であったいろんな出来事をつぶさに紹介する。月、水は上柳、火、木は松本で場合によって、紹介前にネタバレするケースが存在する
- なるほど!消費税 - 2014年10月2日 - 12月25日（木曜）

政府広報番組
- 泣けるニュース・笑えるニュース（月 - 木曜） - 2014、15年度
  - 泣けるニュース・笑えるニュース 週刊ヤシマ（金曜） - 2015年度

パーソナリティ自身に起きた事柄、或いは3面記事等から見つけた「泣ける」「笑える」ニュースを紹介する
- 週刊 六角精児（金曜） - 2014年度

六角の一週間をレポートするコーナー
- 気になるニュース・キーワード! - 2016年度

放送日近々に報道されたニュースの中から、各人が気になったニュースキーワードを紹介する。月、水は松本、火、木は渡辺
- 三陸からの風 - 2014年度

2015年1月8日から開始したコーナーで、東日本大震災から4年を迎えるに辺り、三陸地方の漁師に電話を繋いで震災以降の状況を伺う
- ケムケムの週刊オトスポ! - 2014年度

月 - 木曜の『ショウアップスポーツTODAY』の同内容のコーナーである、煙山のスポーツ取材レポート。こちらも2015年2月からはキャンプ情報となっている
- FRIDAY J-LEAGUE - 2014年度

Jリーグの注目選手や最新情報を伝えるコーナー。2015年度からは、『金曜ブラボー。』の内包コーナーに移行
- 潜入!大人のパラダイス

2人が最近見た、聞いた、体験した、面白かった場所について語るロケコーナー - 2016年度
- メールコーナー「男・涙のもらい泣き」（金曜） - 2016年度

思わず苦笑してしまう泣ける小話・情けないちょっとしたエピソードをリスナーから募り、紹介する
- コトブキツカサのシネパラ（金曜） - 2016年度

映画評論家のコトブキにお勧めの映画を紹介して貰うコーナー
- オトナのたしなみ

オトナに必要な知識や経験を語って行く日替わりコーナー
- 2014年度：
月曜：オトナの教科書
火曜：オトナのまんぷくトーク→美味いもの放談
:一つの食材をテーマに話を広げる
水曜：チョイワルはもう古い! 目指せ プレイボーイ
:普通のオヤジは○○、プレイボーイは○○」といった具合に「プレイボーイならではの特徴」を募集する
木曜：オトナのたしなみ
オトナのご趣味
- 2015年度：
月曜：オトナの五輪メモリーズ
:過去の五輪とその年の出来事を振りかえっていく
火曜：オトナのナイススポット!
水曜：オトナのいきものがかり
:毎週ある生き物にスポットをあてていく
木曜：オトナの侃々諤々
:「いっちょまえのオトナ」になるために様々なシチュエーションでの正しい立ち振る舞いを色々と議論する
金曜：オトナの方言
- オトパラ・あるある! - 2016年度

月曜：プロ野球実況あるある、水曜：スポーツ漫画あるある、木曜：スポーツジムあるある
- 実況!オトナのパラダイス※金曜

ニッポン放送スポーツ部アナウンサーの洗川雄司が「オトナのパラダイス」へ出掛けて行き、洗川が絶妙な言い回しで恰も「18歳未満禁止スポット」へ行ってる様に実況レポート、六角と煙山からツッコミを喰らう迄がパッケージとなっていた。2016年の週末ナイターオフ番組であった、洗川がパーソナリティを務めた『地元いーとこショウアップ!』でも同様の企画を実施した
- 日刊 オトナの達人

2014、15年度は曜日コーナーレギュラーの日替わり達人を呼んで、達人の専門領域のプレゼンをして貰う
- オトパラ クラブハウス - 2016年度（月 - 木曜）

ゲストコーナー。前年までとは違い日替わりでゲストが登場する
- 7時のゲスト”君の名は? - 2016年度（金曜）

ゲストコーナーではあるが、有名人や著名人ではなく「曰く付きの一般人」を招く
- からだすこやか茶Wpresents 私のやみつきメシ（金曜） - 2015年度

- カモン、ジョイナース!洋楽カッコよく歌い隊〜! - 2014年10月1日 - 11月12日（水曜）

上柳・松本からなる「洋楽カッコよく歌い隊」が「どちらがよりカッコよく洋楽を唄えたか」で勝負していたが、上柳の全勝
- オトナの電話 1本勝負 - 2014年度

月曜：きっかけ教えてテレフォン
火曜：知りたい!今ドキ女子
:20歳前後の女性に電話をし、今ドキ女子のあれこれを根掘り葉掘り聞き出すコーナー。どういうわけか松本が負ける率が高い
水曜：オトナは許せん!すごく 気になるアノ日本語!
:間違って使っていることが多い日本語を呉智英に解説してもらう
木曜：ニッチはつらいよ
金曜：スナックの花道
- 音楽パラダイス

日替わり音楽特集で場合によってはミュージシャンゲストを呼んでトークを行う
- 2014年度：月曜：ワン・テーマ・コレクション
:毎週一つのテーマにそって選曲する、火曜：名盤（アルバム）特集、水曜：洋楽
:リスナーの青春時代を彩った洋楽アーティストの曲をテーマにそって選曲する
木曜：時代を彩ったカラオケランキング
:毎週、ある年のカラオケ人気ランキング（第一興商DAM調べ）と紹介する
- オトパラ音楽喫茶"六角堂"（金曜）

俳優以外にも音楽活動を行っている六角が、思い入れのある楽曲を選択し、歌唱するコーナー
- 2015年度：月曜：Bメン'45
Gメン'75のモジリ。いわゆるB面（カップリング）を取り上げる
火曜：アイドル これでもかっ!
現代ではなく、オトナ世代のアイドルを「これでもかっ」ととりあげる。
水曜：今夜もウタタビ!
:聴いているだけで旅に行っているような・・・地域性にあふれた曲特集（上柳曰く「ご当地ソングでしょ？」）、木曜：リクエストパラダイス
リスナーからのリクエストとエピソードを時間の限り紹介していく。金曜：八嶋セレクション
- 2016年度：月曜：松本VS渡辺 I LOVE アイドル
:過去に夢中になったアイドルソングをそれぞれが選んでいく
火曜：旅
水曜：とりあえずエイティーズ
:なにはさておき80年代ブームに乗っかろうをキーワードに洋楽邦楽を問わず80年代の曲を届ける
木曜：週替わりテーマ
金曜：8時のベスト”君のうた”
:
- 音楽ミニ・コーナー

月曜：全国縦断!コンサート会場伝説
:全国各地のコンサート会場での伝説を紹介する
火曜：今夜もカバトリ!
:「カバー」と「トリビュート」を合わせた造語。『音楽パラダイス』で特集したアルバムアーティストのカヴァー曲やトリビュート曲を紹介する
水曜：カモン、ジョイナース! 大人のシネマパラダイス〜!
:洋画・邦画の様々な音楽をしっとり聞くコーナー - 2014年11月19日 -
木曜：カラオケあるある
:カラオケに関するあるあるネタ、失敗談を紹介する。当初は「魁!カラオケ塾」として、リスナーのカラオケエピソードを紹介しながらカラオケをより楽しむための方法を模索していた。
- つりビットのいつか世界を釣り上げます!

2014年11月6日開始したコーナーで、釣り好きアイドルつりビットが、釣りが趣味の松本から釣りに関する知識をクイズ形式で教わる
- 六角人生相談

六角がリスナーの人生相談に答えるコーナー
- 狙え万馬券 今週の注目馬ショウアップ - 2014、15、16、17年度

この週末の中央競馬のレースの注目馬を『日曜競馬ニッポン』のトラックマンと共に伝える。2018年以後も、金曜担当の荘口が出演している、『金曜ブラボー』にて継続している
- うわさのストレイン - 2016年9月27日 - 11月17日（火曜）19:43 - 54

パニックアクションテレビドラマである、「ストレイン 沈黙のエクリプス」について、同番組の金曜パーソナリティで『ミュ〜コミ+プラス』のパーソナリティである吉田が担当する内包コーナー
ドラマの解説やプロのコメントを紹介する
- あそこに行ったらこんなお店 - 2016年度（金曜）

タカラレーベンCMキャラクターの姫野が各月毎に取り上げる街の店舗をレポートするコーナー
- ザ・スペシャリスト

## スピンオフ番組

### 日曜もオトパラ!

#### パーソナリティ
- 新保友映（当時：ニッポン放送アナウンサー）

#### 放送時間
- 19:00 - 19:30 - 2014年11月2日 - 2015年3月22日

### 今夜もゆるぱら!

#### 概要
2017年10月、松本が社長を務める株式会社チェンジアップが株式会社Extractorが運営している配信プラットフォーム、Extractor.liveから配信しているネット番組。番組構成は、松本と同社社員で元ニッポン放送にて当該番組の制作アルバイトをしていた卯月と進行するトーク番組である。
出演するゲストは、主に当該番組の出演者や松本がニッポン放送の番組等で仕事をして来たフリーアナウンサーやリポーター、ショウアップナイター解説者、プロ野球OBや芸能人 を招いて進行する。基本的には、Extractor.liveからの配信であるが、配信トラブル用のバックアップとしてYoutube Liveからの並行配信を行う事がある。